# Stanisław Rohm
Stanisław Gustaw Aleksander Rohm (ur. 17 stycznia 1891 w Jarosławiu, zm. 21 lutego 1969 w Londynie) – pułkownik audytor Wojska Polskiego, działacz niepodległościowy, kawaler Orderu Virtuti Militari, doktor praw.

## Przebieg służby wojskowej
W czasie I wojny światowej służył w 4 pułku piechoty Legionów Polskich. 3 maja 1922 roku został zweryfikowany w stopniu kapitana ze starszeństwem z dniem 1 czerwca 1919 roku i 30. lokatą w korpusie oficerów sądowych. W 1923 roku był podprokuratorem Prokuratury przy Wojskowym Sądzie Okręgowym Nr VIII w Grudziądzu. 12 kwietnia 1927 roku awansował na majora ze starszeństwem z dniem 1 stycznia 1927 roku i 7. lokatą w korpusie oficerów sądowych. W 1928 roku był prokuratorem w tej samej Prokuraturze. 6 lipca 1929 roku został przeniesiony do Departamentu Sprawiedliwości Ministerstwa Spraw Wojskowych w Warszawie na stanowisko referenta. 21 czerwca 1933 roku Prezydent RP mianował go sędzią orzekającym w wojskowych sądach okręgowych, a Minister Spraw Wojskowych przeniósł do Wojskowego Sądu Okręgowego Nr I w Warszawie na stanowisko sędziego orzekającego. W 1939 roku był prokuratorem Wojskowej Prokuratury Okręgowej Nr VII w Poznaniu. W czasie kampanii wrześniowej dostał się do niewoli radzieckiej.
W 1941 roku został szefem Sądu Polowego 5 Wileńskiej Dywizji Piechoty. We wrześniu 1942 roku został szefem służby sprawiedliwości Armii Polskiej na Wschodzie, a w lipcu 1943 roku szefem służby sprawiedliwości 2 Korpusu Polskiego (zobacz Ordre de Bataille 2 Korpusu Polskiego).
Zmarł nagle 21 lutego 1969 w Londynie. Został pochowany na tamtejszym Cmentarzu North Sheen.

## Ordery i odznaczenia
- Krzyż Srebrny Orderu Wojskowego Virtuti Militari nr 5921 – 17 maja 1922[8]
- Krzyż Niepodległości
- Krzyż Walecznych
- Złoty Krzyż Zasługi
- Medal Pamiątkowy za Wojnę 1918–1921
- Medal Dziesięciolecia Odzyskanej Niepodległości
- Odznaka Pamiątkowa 4 Pułku Piechoty tzw. „Swastyka”